# Kristianstad (Gemeinde)
Koordinaten: 56° 2′ N, 14° 9′ O

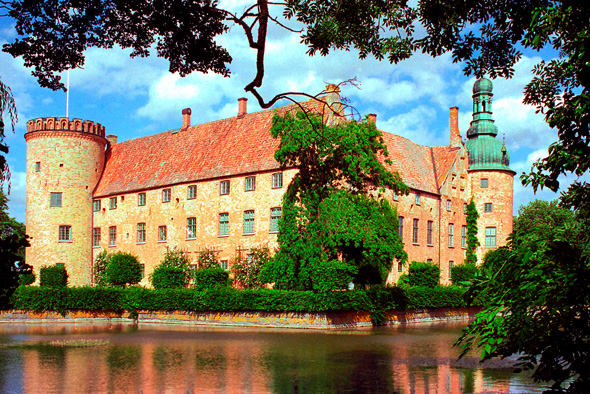
Schloss Vittskövle

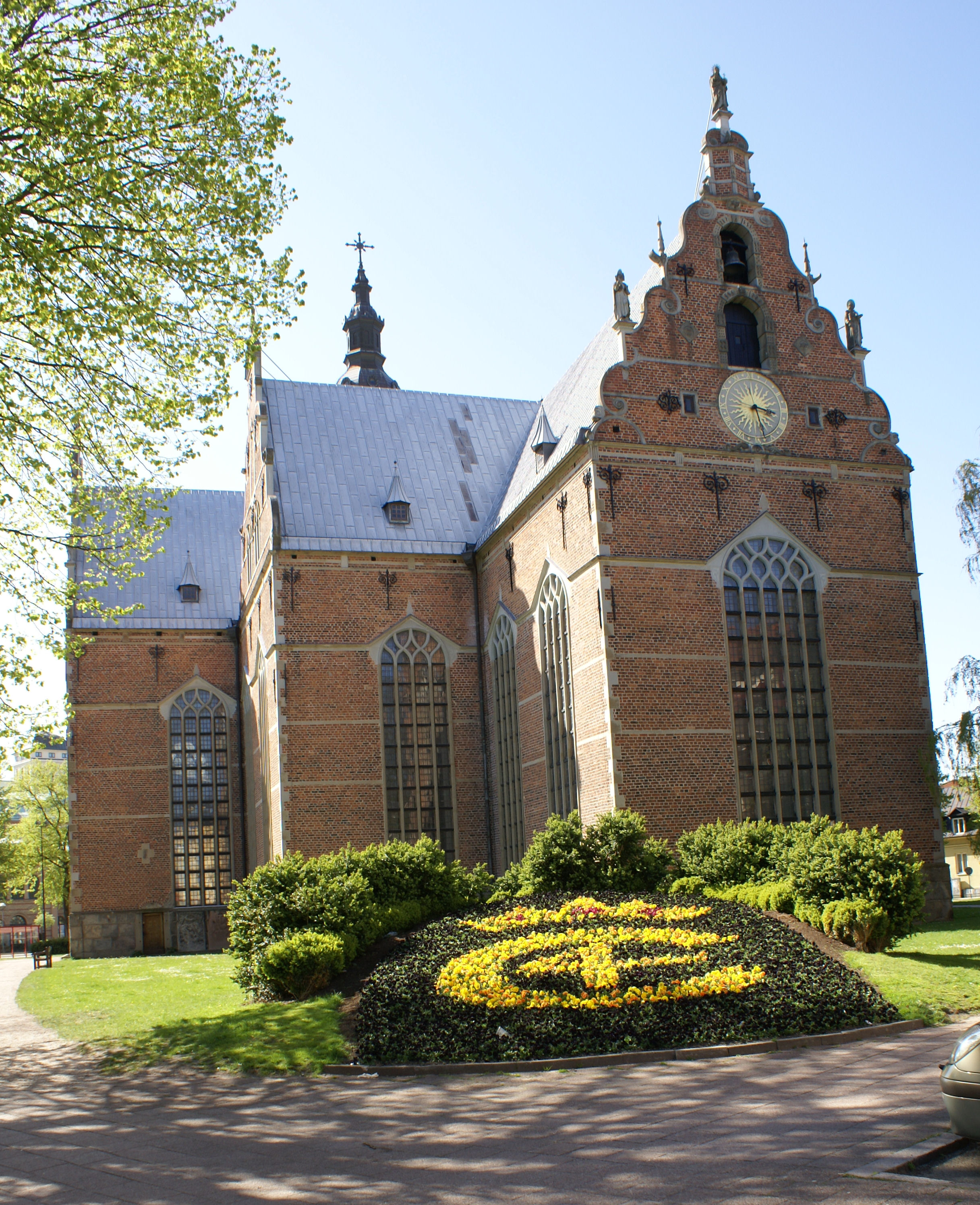
Heilige-Dreifaltigkeits-Kirche

Kristianstad ist eine Gemeinde (schwedisch kommun) in der südschwedischen Provinz Skåne län und der historischen Provinz Schonen. Der Hauptort der Gemeinde ist Kristianstad.

## Geographie
Die Gemeinde Kristianstad erstreckt sich ungefähr 30 Kilometer entlang der Hanöbucht von Degeberga nach Trolle-Ljungby. Die Küste nördlich von Åhus ist geprägt von kleineren Schären, während der Küstenabschnitt südlich von Åhus eine Dünenlandschaft mit Sandstränden ist.
Das Gemeindegebiet erstreckt sich von der Küste etwa 40 Kilometer in das Landesinnere. Im Norden liegen einige größere Seen, die die Grenze nach Norden bilden. Größter See ist der Ivösjön. Der Hauptort Kristianstad liegt in der Mitte der Gemeinde am See Hammarsjön. Der südwestliche Teil der Gemeinde ist geprägt vom Linderödsåsen, einem geologischen Horst mit tief eingeschnittenen Tälern.
Das Gemeindegebiet von Kristianstad ist eine alte Kulturlandschaft. Neben Zeugnissen aus vorhistorischer Zeit, wie dem Dolmen auf dem Dösabacken, gibt es auch zahlreiche mittelalterliche Kirchen, so die Kirche von Vittskövle. Nur in geringen Resten ist das mittelalterliche Kloster Åhus erhalten. Die älteste Burg Aose hus (heute nur noch Ruinen) liegt in Åhus, während eine der am besten erhaltenen Renaissanceburgen Schwedens in Vittskövle zu finden ist. Weitere Schlösser sind Schloss Bäckaskog und Schloss Maltesholm.

## Geschichte
Die heutige Gemeinde Kristianstad ging aus einer Gemeindereform hervor, die in drei Schritten erfolgte. Zuerst wurde im Jahr 1967 ? eingemeindet. 1971 folgte die damalige Åhus kommun, die Åhus und Yngsjö umfasste. Im letzten Schritt wurde 1974 die ehemalige Degeberga kommun eingemeindet, die hauptsächlich Degeberga umfasste.

## Wirtschaft
Der Hauptort Kristianstad ist ein wichtiges Verwaltungszentrum. Teile der Provinzialverwaltung und der Verwaltung des Provinziallandtages liegen in Kristianstad. In der Stadt befindet sich auch die Hochschule Kristianstad.
Kristianstad ist auch eine wichtige Agrargemeinde mit einem der wichtigsten Obstbaugebiete Schwedens. Daher dominiert im industriellen Bereich auch die Lebens- und Genussmittelindustrie mit Unternehmen in Kristianstad, Åhus (Absolut Vodka), Tollarp, Karpalund und Nöbbelöv.

## Orte
Folgende Orte sind Ortschaften (tätorter):
| - Åhus - Arkelstorp - Bäckaskog - Balsby - Bjärlöv - Degeberga - Everöd - Färlöv - Fjälkestad - Fjälkinge | - Gärds Köpinge - Hammar - Hammarslund - Huaröd - Kristianstad - Linderöd - Norra Åsum - Önnestad - Österslöv - Östra Sönnarslöv | - Ovesholm - Rinkaby - Tollarp - Torsebro - Vanneberga - Viby - Vinnö - Vittskövle - Yngsjö |  |

Darüber hinaus liegen im Gemeindegebiet die småorte: Barum, Bjarlov, Djurröd, Ekestad, Fjälkestad, Fjälklinge (östra delen), Fjäringsgården, Gringelstad, Horna, Ivö, Kiaby, Kjuge, Lyngby, Maglehem, Mjönäs, Nyehusen och Furuboda, Nymö, Oppmanna, Rickarum, Ripa, Skepparslöv, Tings Nöbbelöv, Tosteberga, Träne, Ullstorp, Vanneberga, Vånga, Yngsjöstrand, Östervång und Övarp.
Vor dem Jahr 2005 galten auch Källund und Oppmanna (nordöstra delen) als Småorte.
Zur Gemeinde gehören noch diverse kleinere Dörfer und Weiler, darunter Härnestad.